# Franka Much
Franka Much  (* 25. Dezember 1975 in Berlin) ist eine ehemalige deutsche Schauspielerin.

## Biografie
Die gelernte Arzthelferin Much nahm privat Schauspielunterricht bei Fronthouse in München. Erste Erfahrungen sammelte sie 2001 in TV total als Modeldouble für Lara Croft, bevor sie im gleichen Jahr in Sven Unterwaldts Film Wie die Karnickel auf der Leinwand reüssierte. Nach zahlreichen Klein- und Nebenrollen hauptsächlich in TV-Comedyserien erhielt sie in Michael Bully Herbigs Wickiefilm und Gernot Rolls Komödie Die Superbullen – Immer Freund und Helfer! eine größere Aufgabe.
Much arbeitete danach zwei Jahre als Kartenlegerin unter anderem bei Astro TV und bietet heute nach eigener Aussage ihre Dienste als Heilerin und Medium an.

## Filmografie

### Film
- 2002: Wie die Karnickel
- 2003: Der letzte Lude
- 2009: Wickie und die starken Männer
- 2011: Die Superbullen
- 2011: Wickie auf großer Fahrt

### Fernsehen (Auswahl)
- 2003: Die Dreisten Drei – (3 Sketche)
- 2003: Lenßen & Partner
- 2003: Anatomie des Verbrechens
- 2004: Der Alte (Fernsehserie, Folge Die Maske)
- 2004: Tramitz and Friends
- 2004: Bully und Rick
- 2004: Siska (Fernsehserie, Folge Die Guten und die Bösen)
- 2004: Unter Verdacht – Beste Freunde (Fernsehreihe)
- 2004: Anatomie des Verbrechens
- 2005: Alles Atze (Fernsehserie, Folge Durchgeknallt)
- 2005: Hausmeister Krause (Folge „Scheintot“, Frau Lehmann)
- 2005, 2006: K11 – Kommissare im Einsatz (Fernsehserie, verschiedene Rollen, 2 Folgen)
- 2005: Polizeiruf 110 – Er sollte tot (Fernsehreihe)
- 2006: Die Rosenheim-Cops (Fernsehserie, Folge Wellness bis zum Ende)